# Assedio di Gibilterra (1411)
L'assedio di Gibilterra del 1411, anche noto come sesto assedio di Gibilterra, coincise con l'unica occasione durante la quale il controllo di Gibilterra fu conteso tra due potenze islamiche. L'assedio terminò con una vittoria del Sultanato di Granada sulla dinastia merinide attiva in Marocco. 

## Storia
Dopo il fallito assedio di Gibilterra del 1349-1350, conclusosi con la morte del re Alfonso XI di Castiglia a causa della peste nera, il regno di Castiglia piombò in una guerra civile trascinatasi per quasi due decenni, la quale ebbe serie conseguenze. Nel 1369, il sultano Muhammad V di Granada approfittò delle vicende che stavano travagliando la Castiglia e con l'assedio di Algeciras avvenuto nello stesso anno si impadronì di quella città, situata sul lato occidentale della baia di Gibilterra e conquistata da Alfonso XI nel 1344. Dopo averla rasa al suolo, stipulò la pace con Enrico II, il vincitore della guerra civile e la tregua fu rinnovata dai successori di Enrico Giovanni I ed Enrico III. A un certo punto, mentre le tregue erano in corso, il controllo di Gibilterra passò dalla dinastia merinide attiva in Marocco, che la deteneva dal 1333, ai granadini. Non è chiaro perché ciò avvenne, ma si pensa che ciò accadde come condizione per l'assistenza prestata dai granadini ai Merinidi contro i ribelli attivi in Marocco.
Nel febbraio 1407, la tregua tra il regno cristiano e quello islamico crollò durante il regno dell'infante Giovanni II a seguito di una piccola scaramuccia. Una flotta castigliana prese il mare e inflisse una grave sconfitta ai Mori nello stretto di Gibilterra, con il risultato che i governanti di Granada e del Marocco si incontrarono a Gibilterra e decisero di chiedere una nuova tregua, malgrado le relazioni tra i due Stati islamici si ruppero presto a causa dei disaccordi tra i rispettivi governanti.
La guarnigione di Gibilterra si ribellò nel 1410 contro il sovrano granadino, Yusuf III, e dichiarò fedeltà ad Abu Sa'id Uthman III del Marocco. Quest'ultimo inviò suo fratello, Abu Said, a prendere il comando con un esercito di circa 1 000 cavalieri e 2 000 fanti. I due occuparono alcuni castelli della zona e i porti di Estepona e Marbella; una controffensiva granadina nel 1411 respinse Abu Said a Gibilterra, dove si rifugiò. Il figlio di Yusuf III, Ahmad, assediò Gibilterra e respinse i diversi tentativi marocchini di fuga dalla penisola. Tempo dopo, un simpatizzante granadino della guarnigione aiutò gli assedianti a entrare, consentendo loro di assaltare il castello moresco e costringendo Abu Said ad arrendersi; a quel punto, fu possibile ripristinare il controllo dei granadini su Gibilterra. Tornato in Marocco, Abu Sa'id Uthman III reagì scrivendo a Yusuf III allo scopo di chiedergli di giustiziare Abu Said per slealtà. Da parte sua, il sultano granadino assegnò ad Abu Said un esercito e lo rimandò in Marocco per scatenare una ribellione, alla fine fallita, contro Abu Sa'id Uthman III.